# استار تانری (ویرجینیا)
استار تانری (به انگلیسی: Star Tannery) یک منطقهٔ مسکونی در ایالات متحده آمریکا است که در شهرستان فردریک، ویرجینیا واقع شده‌است.